# Live at the roxy
Live at the Roxy es un álbum en vivo de Celeste Carballo, lanzado en 1996.
En 1996 Celeste Carballo editó su primer disco solista en vivo, grabado en 1995, en la discoteca The Roxy, de Buenos Aires, durante un show que brindó en homenaje a Janis Joplin.
El disco se divide en dos partes, el mencionado homenaje en la discoteca porteña The Roxy, y otro Unplugged donde presenta temas inéditos de su autoría y algunos covers clásicos.
Ese mismo año fue galardonada con el Premio Konex a la mejor intérprete de rock de la década.

## Lista de temas
1. Midnight in Memphis. (Tony Jonson)
2. Maybe. (R. Barret)
3. Move Over. (Janis Joplin)
4. Half Moon. (J. Hall)
5. Mercedes Benz. (Janis Joplin/ M. Mc Clure)
6. Desconfío de la Vida. (Pappo)
7. Qué Miseria. (R. Tapia)
8. Sucio Gas. (J. S Gutiérrez))
9. El Arbolito. (Celeste Carballo)
10. Los Árboles Prohibidos. (Celeste Carballo)
11. No me Voy a Olvidar. (Celeste Carballo)

Músicos:
- Celesta Carballo: Guitarra y voz
- Ozi Tejerina: Teclados y coros
- Néstor Burruni: Batería y coros
- Jorge Os: Bajo